# Hanns Kilian
Hans Kilian var en tysk bobåkare, född 2 maj 1905, död 17 april 1981. Kilian deltog i tre olympiska vinterspel, 1928-1936, och vann medalj i två av spelen (Fem-mans 1928, fyra-mans 1932).
Kilian vann också många medaljer i FIBT-världsmästerskapen, tre guld (två-mans 1931, fyra-mans 1934 och 1935), ett silver (fyra-mans 1938) och två brons (fyra-mans och två-mans 1939).